# 東相內站

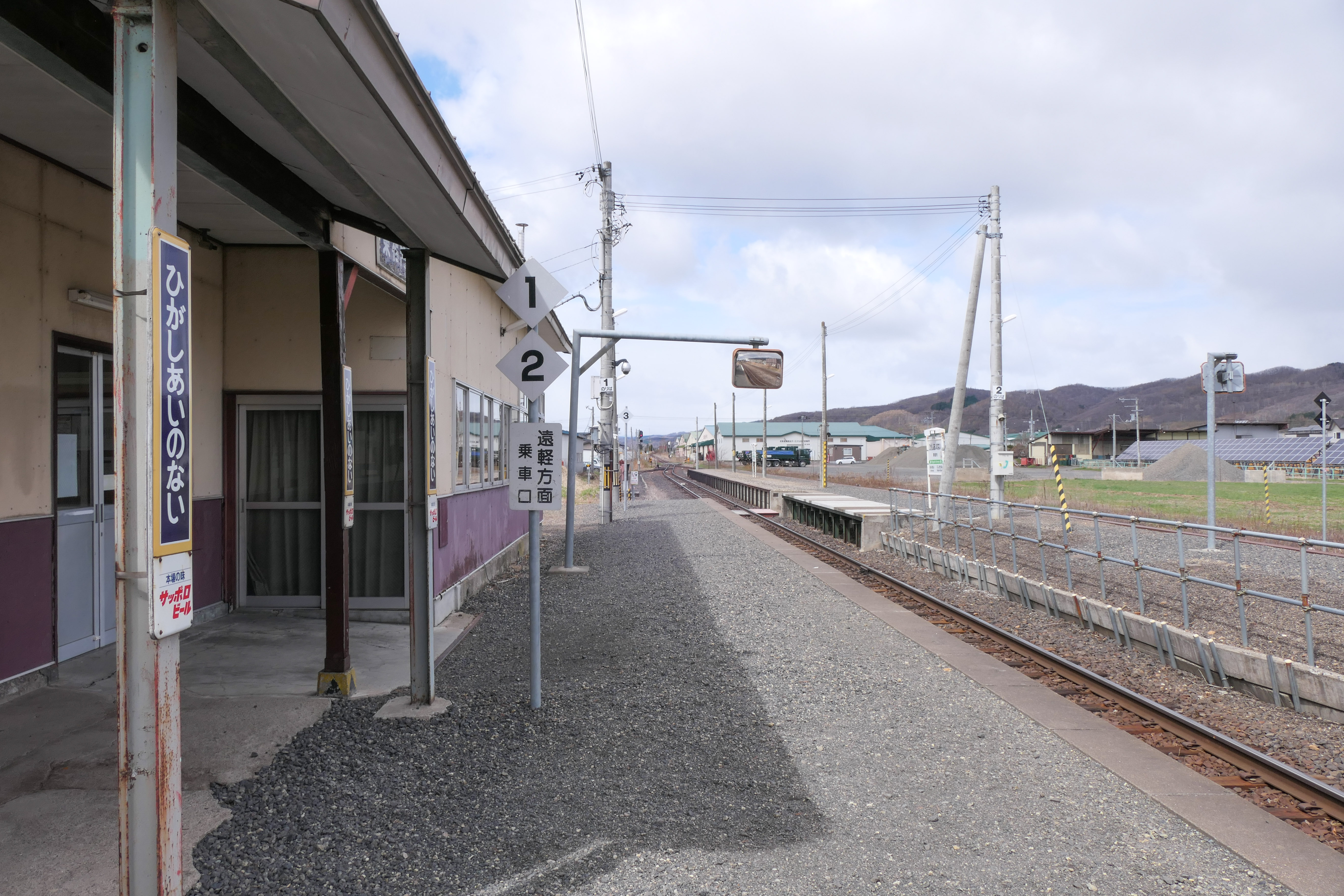
月台

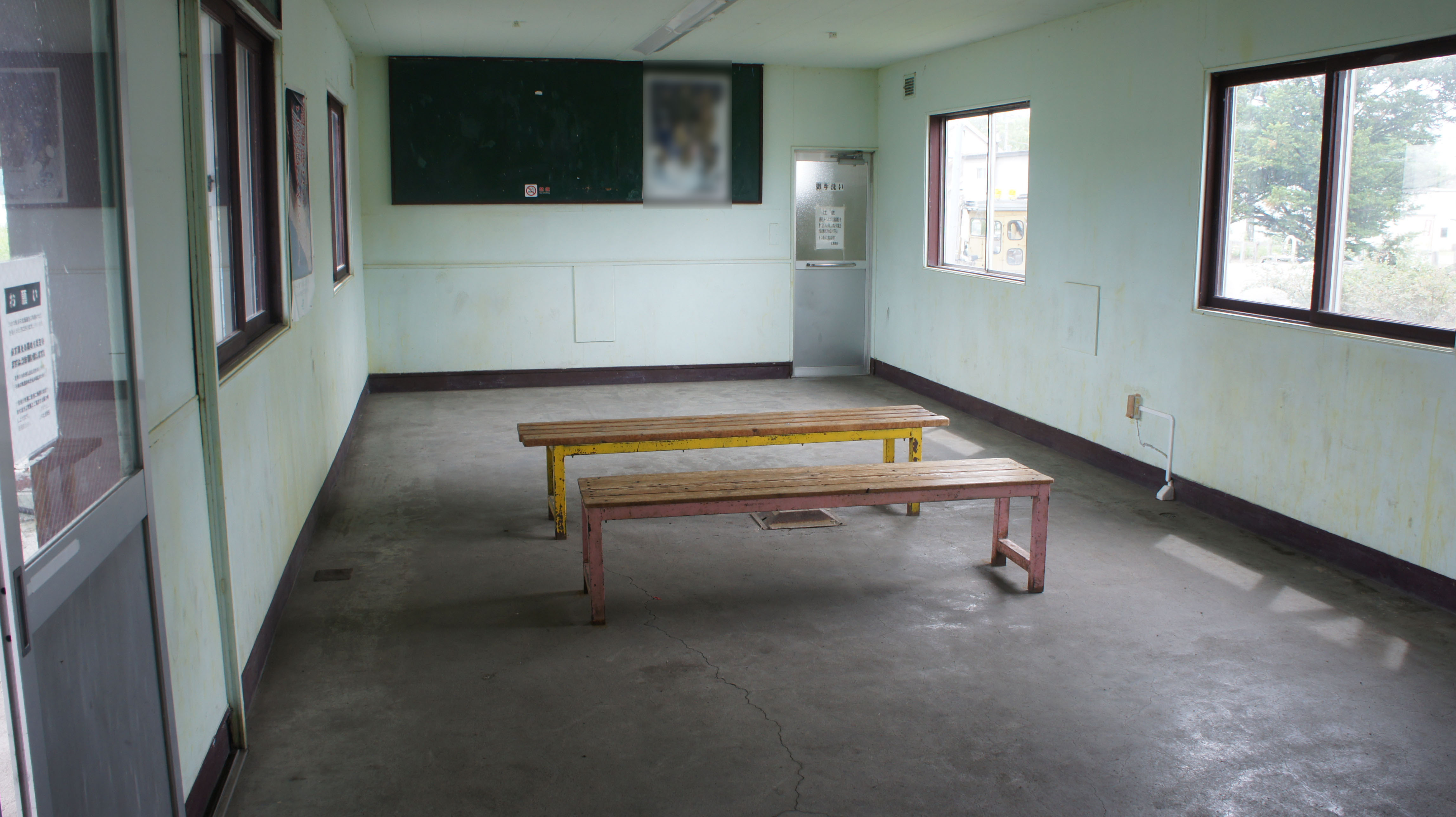
候車室

東相內站（日语：／ Higashi-ainonai eki */?）位於北海道北見市東相內町，是北海道旅客鐵道（JR北海道）石北本線上的站。

## 車站構造
岸式與島式複合月台共計2面2線的地面站。 其中下行線雖然兩邊均有月台相鄰，但島式月台其中一側已被拆除，故有一側無法使用。 無人車站，由北見站管理。大多數停靠的列車為一人控制，但遇通勤尖峰時段列車偶有3 - 4節車廂，停靠時會開放全部車門。

### 月台配置
| 月台 | 路線      | 方向 | 目的地                 | 備註     |
| ---- | --------- | ---- | ---------------------- | -------- |
| 1    | ■石北本線 | 上行 | 留邊蘂、遠輕、旭川方向 |          |
| 1    | ■石北本線 | 下行 | 北見、美幌、網走方向   | 此站始發 |
| 2    | ■石北本線 | 下行 | 北見、美幌、網走方向   |          |

## 車站周邊
- 北海道道555號東相內停車場線
- 國道39號
- 北見市公所 東相內派出所
- 北見警察署 東相內駐在所
- 東相之內郵局
- 北海道北見高級工業職業學校
- 北海道北見巴士・特急石北號「東相內」停留站

## 历史
- 1912年11月18日：設立相之內站（あいのないえき）。
- 1934年2月5日：改稱為東相之內站。原上相之內站改稱為相之內站[1]。
- 1984年2月1日：廢止行李與貨物業務。
- 1984年11月10日：簡易委託化。
- 1987年4月1日：國鐵分割民營化後成為北海道旅客鐵道（JR北海道）轄下的車站。
- 1992年4月1日：廢止簡易委託、完全無人化。
- 1997年4月1日：改稱為東相內站。

## 相鄰車站
北海道旅客鐵道（JR北海道）
■石北本線
特別快速「北見」、普通
相內（A57）－東相內（A58）－西北見（A59）

## 相關項目
- 日本鐵路車站列表

## 外部連結
- （日語）JR北海道 – 東相內車站 （页面存档备份，存于）
- （日語）全驛參觀之旅 （页面存档备份，存于）

1. ↑  日本《官報》第2112號「鐵道省告示第7號」，1934年1月19日：第431頁。